# 大雄紅桜
大雄紅桜（だいゆうべにざくら）は、サクラの品種。神奈川県南足柄市発祥で、2010年に花咲く里山協議会の会長によって品種登録された。
名称は南足柄市大雄町で作られたことに由来する。ソメイヨシノと寒緋桜の自然交配種で、濃いピンク色の花を咲かせる。